# Vegard Hansen
Vegard Hansen (Drammen, 8 agosto 1969) è un allenatore di calcio e calciatore norvegese.

## Carriera

### Giocatore
Hansen ha cominciato la carriera con la maglia del Vikersund, per passare poi allo Strømsgodset in vista della 2. divisjon 1989. In quello stesso anno, la squadra ha conquistato la promozione in 1. divisjon, all'epoca massimo livello del campionato norvegese. Il 28 aprile 1990 ha avuto così l'opportunità di esordire in questa divisione, venendo schierato titolare nella sconfitta casalinga per 0-1 subita per mano del Brann. Al termine della stagione 1991, lo Strømsgodset è retrocesso, per poi riguadagnare la promozione al termine del campionato 1993. È rimasto in squadra per un'ulteriore stagione.
Concluso il campionato 1994, Hansen si è trasferito al Kongsvinger. In virtù di una clausola presente sul suo contratto nel caso in cui non fosse impiegato con regolarità, ha lasciato il club per trasferirsi agli inglesi del Bristol City, militanti in Second Division – terzo livello del campionato.
È tornato allo Strømsgodset per l'Eliteserien 1996, ma il suo spazio è stato limitato a causa di un infortunio. L'anno successivo, ha contribuito a far raggiungere la finale del Norgesmesterskapet alla sua squadra, partita conclusa con una sconfitta per 4-2 contro il Vålerenga.
Nel 1998 è stato in forza al Kongsvinger, sempre in Eliteserien. Il 27 aprile ha esordito con questa casacca, subentrando a Julian Johnsson nella sconfitta per 2-1 subita in casa dello Stabæk. Il 20 giugno dello stesso anno ha disputato il primo incontro in Intertoto, stavolta sostituendo Vidar Evensen nella vittoria per 1-6 arrivata sul campo dell'Ebbw Vale: è stato la prima partita che ha giocato nelle competizioni europee per club. Ha totalizzato 7 presenze in squadra.
Nel 1999, Hansen si è accordato con il Lofoten, in 1. divisjon. La squadra è retrocessa al termine di quella stessa annata. Il difensore si è quindi trasferito allo L/F Hønefoss per il campionato 2000. Ha esordito in squadra il 30 aprile, schierato titolare nel pareggio per 1-1 arrivato in casa del Sogndal. Il 22 ottobre successivo ha trovato il primo gol in campionato, nella sconfitta per 3-2 subita dal Sandefjord. Hansen è rimasto in squadra per due stagioni.
Ha poi fatto nuovamente ritorno allo Strømsgodset per la 1. divisjon 2002. Ha lasciato la squadra al termine del campionato seguente Nel 2004 si è accordato con lo Stord, in 3. divisjon, conquistando la promozione. Nel 2005, la squadra ha cambiato denominazione in Stord/Moster ed Hansen, nel frattempo diventato allenatore-giocatore, vi è rimasto in forza fino alla sessione estiva del calciomercato.
Ad agosto 2005, infatti, è tornato ancora allo Strømsgodset, in 1. divisjon. Ha lasciato definitivamente il club al termine di quell'annata, congedandosi con 220 presenze e 2 reti tra tutte le competizioni.
Nel 2006, si è trasferito al Mjøndalen, in 3. divisjon, come allenatore-giocatore. Alla prima stagione in squadra, il club ha centrato la promozione in 2. divisjon. Nel 2008 è arrivata una nuova promozione, attraverso cui il Mjøndalen ha potuto partecipare alla 1. divisjon. Hansen ha mantenuto il suo ruolo attivo in campo sino al termine del campionato 2010. Dal 2011 al 2012 ha giocato invece per la squadra riserve del club, il Mjøndalen 2, iscritto alla 3. divisjon. Nel 2013 ha fatto ritorno al Vikersund, in 5. divisjon.

### Allenatore
Nel 2005, Hansen è stato allenatore-giocatore allo Stord/Moster. Ha abbandonato l'incarico a metà stagione, quando ha fatto ritorno allo Strømsgodset: qui è stato scelto come tecnico del Team SIF, una delle squadre riserve del club.
Nel 2006, oltre al ruolo attivo in campo, è diventato anche allenatore del Mjøndalen. Si è alternato tra i due ruoli fino al campionato 2010, quando poi si è occupato soltanto della panchina.
Al termine del campionato 2014 e dopo aver superato il Brann nello spareggio, ha condotto il Mjøndalen in Eliteserien. La squadra è retrocessa al termine della stagione 2015, ma Hansen è rimasto alla guida del Mjøndalen.
Il 18 agosto 2022 è stato esonerato.
Il 24 novembre 2022, Hansen è stato nominato allenatore del Kongsvinger: l'accordo sarebbe stato valido a partire dal 1º gennaio 2023. Il 12 ottobre 2023 è stato esonerato, a causa dei cattivi risultati conseguiti in stagione.
Il 6 dicembre 2023 è stato ingaggiato come tecnico dell'Arendal, a partire dalla stagione 2024.

## Statistiche

### Presenze e reti nei club
Statistiche aggiornate al 30 ottobre 2017.
| Stagione            | Club                | Campionato          | Campionato | Campionato | Coppe nazionali | Coppe nazionali | Coppe nazionali | Coppe continentali | Coppe continentali | Coppe continentali | Supercoppe | Supercoppe | Supercoppe | Totale | Totale |
| Stagione            | Club                | Comp                | Pres       | Reti       | Comp            | Pres            | Reti            | Comp               | Pres               | Reti               | Comp       | Pres       | Reti       | Pres   | Reti   |
| ------------------- | ------------------- | ------------------- | ---------- | ---------- | --------------- | --------------- | --------------- | ------------------ | ------------------ | ------------------ | ---------- | ---------- | ---------- | ------ | ------ |
| 1989                | Strømsgodset        | 2D                  | ?          | ?          | CN              | ?               | ?               | -                  | -                  | -                  | -          | -          | -          | 22     | 0      |
| 1990                | Strømsgodset        | 1D                  | ?          | ?          | CN              | ?               | ?               | -                  | -                  | -                  | -          | -          | -          | 16     | 0      |
| 1991                | Strømsgodset        | ES                  | ?          | ?          | CN              | ?               | ?               | -                  | -                  | -                  | -          | -          | -          | 22     | 0      |
| 1992                | Strømsgodset        | 1D                  | ?          | ?          | CN              | ?               | ?               | -                  | -                  | -                  | -          | -          | -          | 27     | 0      |
| 1993                | Strømsgodset        | 1D                  | ?          | ?          | CN              | ?               | ?               | -                  | -                  | -                  | -          | -          | -          | 30     | 0      |
| 1994                | Strømsgodset        | ES                  | 21         | 0          | CN              | 2               | 0               | -                  | -                  | -                  | -          | -          | -          | 23     | 0      |
| gen.-giu. 1995      | Bristol City        | SD                  | ?          | ?          | FACup+CdL       | ?               | ?               | -                  | -                  | -                  | -          | -          | -          | ?      | ?      |
| 1995-1996           | Bristol City        | SD                  | ?          | ?          | FACup+CdL       | ?               | ?               | -                  | -                  | -                  | -          | -          | -          | ?      | ?      |
| Totale Bristol City | Totale Bristol City | Totale Bristol City | ?          | ?          |                 | -               | -               |                    | -                  | -                  |            | -          | -          | ?      | ?      |
| 1996                | Strømsgodset        | ES                  | 10         | 0          | CN              | 1               | 0               | -                  | -                  | -                  | -          | -          | -          | 11     | 0      |
| 1997                | Strømsgodset        | ES                  | 15         | 0          | CN              | 7               | 0               | -                  | -                  | -                  | -          | -          | -          | 22     | 0      |
| 1998                | Kongsvinger         | ES                  | 4          | 0          | CN              | 1               | 0               | Int                | 2                  | 0                  | -          | -          | -          | 7      | 0      |
| 1999                | Lofoten             | 1D                  | ?          | ?          | CN              | ?               | ?               | -                  | -                  | -                  | -          | -          | -          | ?      | ?      |
| 2000                | L/F Hønefoss        | 1D                  | 25         | 1          | CN              | 2               | 0               | -                  | -                  | -                  | -          | -          | -          | 27     | 1      |
| 2001                | L/F Hønefoss        | 1D                  | 26         | 1          | CN              | 2               | 0               | -                  | -                  | -                  | -          | -          | -          | 28     | 1      |
| Totale L/F Hønefoss | Totale L/F Hønefoss | Totale L/F Hønefoss | 51         | 2          |                 | 4               | 0               |                    | -                  | -                  |            | -          | -          | 55     | 2      |
| 2002                | Strømsgodset        | 1D                  | 23         | 1          | CN              | 4               | 0               | -                  | -                  | -                  | -          | -          | -          | 27     | 1      |
| 2003                | Strømsgodset        | 1D                  | 14         | 1          | CN              | 2               | 0               | -                  | -                  | -                  | -          | -          | -          | 16     | 1      |
| 2004                | Stord/Moster        | 3D                  | ?          | ?          | CN              | ?               | ?               | -                  | -                  | -                  | -          | -          | -          | ?      | ?      |
| gen.-ago. 2005      | Stord/Moster        | 2D                  | ?          | ?          | CN              | ?               | ?               | -                  | -                  | -                  | -          | -          | -          | ?      | ?      |
| Totale Stord/Moster | Totale Stord/Moster | Totale Stord/Moster | ?          | ?          |                 | ?               | ?               |                    | -                  | -                  |            | -          | -          | ?      | ?      |
| ago.-dic. 2005      | Strømsgodset        | 1D                  | 4          | 0          | CN              | -               | -               | -                  | -                  | -                  | -          | -          | -          | 4      | 0      |
| Totale Strømsgodset | Totale Strømsgodset | Totale Strømsgodset | 87+        | 2+         |                 | 16+             | 0+              |                    | -                  | -                  |            | -          | -          | 220    | 2      |
| 2006                | Mjøndalen           | 3D                  | ?          | ?          | CN              | ?               | ?               | -                  | -                  | -                  | -          | -          | -          | ?      | ?      |
| 2007                | Mjøndalen           | 2D                  | ?          | ?          | CN              | ?               | ?               | -                  | -                  | -                  | -          | -          | -          | ?      | ?      |
| 2008                | Mjøndalen           | 2D                  | ?          | ?          | CN              | ?               | ?               | -                  | -                  | -                  | -          | -          | -          | ?      | ?      |
| 2009                | Mjøndalen           | 1D                  | 7          | 0          | CN              | ?               | ?               | -                  | -                  | -                  | -          | -          | -          | 7+     | 0+     |
| 2010                | Mjøndalen           | 1D                  | 3          | 0          | CN              | 0               | 0               | -                  | -                  | -                  | -          | -          | -          | 3      | 0      |
| Totale Mjøndalen    | Totale Mjøndalen    | Totale Mjøndalen    | 10+        | 0+         |                 | ?               | ?               |                    | -                  | -                  |            | -          | -          | 10+    | 0+     |
| 2011                | Mjøndalen 2         | 3D                  | ?          | ?          | -               | -               | -               | -                  | -                  | -                  | -          | -          | -          | ?      | ?      |
| 2012                | Mjøndalen 2         | 3D                  | ?          | ?          | -               | -               | -               | -                  | -                  | -                  | -          | -          | -          | ?      | ?      |
| Totale Mjøndalen 2  | Totale Mjøndalen 2  | Totale Mjøndalen 2  | ?          | ?          |                 | -               | -               |                    | -                  | -                  |            | -          | -          | ?      | ?      |
| 2013                | Vikersund           | 5D                  | ?          | ?          | -               | -               | -               | -                  | -                  | -                  | -          | -          | -          | ?      | ?      |
| 2014                | Vikersund           | 5D                  | ?          | ?          | -               | -               | -               | -                  | -                  | -                  | -          | -          | -          | ?      | ?      |
| 2015                | Vikersund           | 5D                  | ?          | ?          | -               | -               | -               | -                  | -                  | -                  | -          | -          | -          | ?      | ?      |
| 2016                | Vikersund           | 5D                  | ?          | ?          | -               | -               | -               | -                  | -                  | -                  | -          | -          | -          | ?      | ?      |
| 2017                | Vikersund           | 5D                  | ?          | ?          | -               | -               | -               | -                  | -                  | -                  | -          | -          | -          | ?      | ?      |
| Totale Vikersund    | Totale Vikersund    | Totale Vikersund    | ?          | ?          |                 | -               | -               |                    | -                  | -                  |            | -          | -          | ?      | ?      |
| Totale              | Totale              | Totale              | ?          | ?          |                 | ?               | ?               |                    | -                  | -                  |            | -          | -          | ?      | ?      |

## Palmarès

### Club

#### Competizioni nazionali
- Coppa di Norvegia: 1

Strømsgodset: 1991